# Catocala flavicans
Catocala flavicans là một loài bướm đêm trong họ Erebidae.